# Chelsea FC
A Chelsea Football Club, röviden Chelsea FC profi angol labdarúgóklub, melynek székhelye Nyugat-Londonban, Fulhamben található. 1905-ben alapították, jelenleg az FA Premier League-ben szerepel. A klub hazai mérkőzéseit alapítása óta a Stamford Bridge-en játssza, mely 41 837 férőhelyes.
A Chelsea első nagy sikerét 1955-ben érte el, amikor megnyerte a bajnokságot. A gárda összességében hatszoros angol bajnok, nyolcszoros FA-kupa, négyszeres Angol Ligakupa és szintén négyszeres FA Community Shield győztes. Európai szinten kétszeres Kupagyőztesek Európa-kupája és Európa-liga-győztes, illetve az első és eddig egyetlen londoni klub, amely megnyerte a Bajnokok Ligáját.
A klub hagyományos mezszíne a kék felső és alsó, valamint a fehér sportszár. A klub címere az évek során sokszor megváltozott, a jelenlegiben egy pálcát tartó kék címeroroszlán látható.
2012-ben a Forbes magazin szerint a Chelsea a hetedik legértékesebb klub volt a világon.

## Klubtörténet

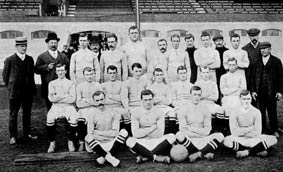
A Chelsea FC első csapata 1905 szeptemberében.

1904-ben Gus Mears megszerezte a Stamford Bridge atlétikai stadiont, azonban ő futballpályaként szerette volna használni. Bérlését Fulham közelében elutasították, így Mears úgy döntött, saját klubot alapít, mely használni fogja majd a stadiont. Mivel már létezett egy Fulham nevű klub, olyan nevek kerültek szóba, mint Kensington FC, Stamford Bridge FC és London FC. Végül Chelsea néven alakult meg a gárda 1905. március 10-én a Felkelő nap pubban (napjainkban A Hentes Kampója), mely a Fulham Road bejáratával szemben található meg, és elindulhatott a másodosztályban.
A klub a második szezonjában már feljutott az első osztályba. 1915-ben bejutottak az FA-kupa döntőjébe, ott azonban a Sheffield United csapatától vereséget szenvedtek az Old Traffordon.1920-ban harmadikak lettek a bajnokságban, legjobb helyezésüket eddig elérve. A Chelsea ezek után nagy szurkolói tömegeket és híres játékosokat vonzott a sikerek láttán, azonban a két világháború között nem tudott a csapat trófeát nyerni.
A háború után a korábban az Arsenalban játszó Ted Drake lett a Chelsea edzője 1952-ben. Az ő edzősködése idején javultak a fiatalok edzései, a stadiont újjáépítették, így nagyobb nézőszámban látogathattak ki meccsekre. Végül az 1954-1955-ös szezonban Drake győzelemre vezette csapatát, így a Chelsea elkönyvelhette első bajnoki győzelmét. A következő szezonban az UEFA, az Európai Labdarúgó-szövetség létrehozta a legjobb bajnokcsapatnak járó trófeát, a BEK-et (napjainkban Bajnokok Ligája), azonban az angol vezetőség a klub indulását teljesen ellenezte, így nem indultak el az európai porondon. A Chelseat ezek után sikertelen éra jellemezte, a következő szezonban a táblázat közepén végeztek a bajnokságban. 1961-ben Drake lemondott, helyére a klub korábbi játékosmenedzsere, Tommy Docherty lépett.

A Chelsea teljesítménye a bajnokságban 1905-től napjainkig.

Docherty teljesen más csapatot rakott össze, az ő időszakát sikerek jellemezték, az 1964-65-ös szezonban megnyerték a bajnokságot, illetve bejutottak az FA-kupa és a Ligakupa döntőjébe, ott azonban elmaradt a győzelem. Három szezont követően a kupaküzdelmek során az elődöntőig meneteltek, ezt követően Docherty utódja Dave Sexton lett. Az ő edzősködése során a gárda elhódította az FA-kupát, miután fő riválisát a Leeds Unitedet 2-1-re legyőzte a döntőben. Ezt követően megnyerrték aKEK kiírását is, a Real Madrid csapata ellen Athénban.
Az 1970-es és 1980-as éveket válságos évtizedek jellemezték. A klub nem tudta miből fenntartani a stadionját, a kiemelkedő játékosokat ezért eladták, ezt követően a csapat kiesett a másodosztályba. További problémákat okoztak a szurkolók lázadásai. 1982-ben szerencsés fordulat következett be, Ken Bates ugyanis potom 1 fontért vásárolta meg a klubot, a stadiont ingatlanfejlesztőknek eladta, felmerült, hogy végleg elveszítik otthonukat a klub játékosai. A csapat ezután kiesett a harmadosztályba is, azonban 1983-ban a klub igazgatója, John Neal meggyőző csapatot rakott össze. A gárdának sikerült feljutnia a másodosztályba ebben a szezonban, majd az első osztályba ismét feljutottak, miután diadalmaskodtak az 1988-1989-es szezonban.

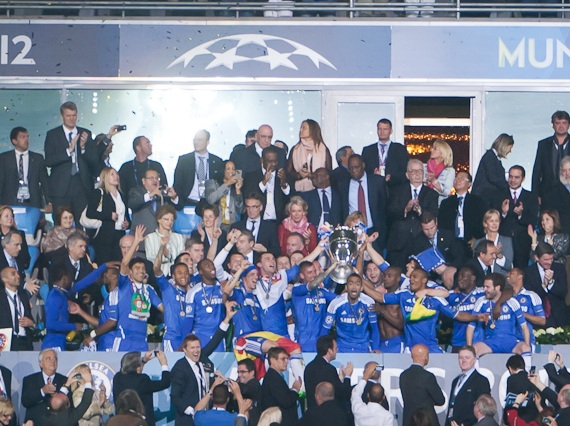
A Chelsea játékosai ünneplik a 2011–2012-es UEFA-bajnokok ligája győzelmüket.

A későbbiekben Bates, a tulajdonos, úgy döntött, alkut köt azokkal a bankokkal, akik az ingatlan fejlesztőt képviselik, így felvásárolhatja a stadiont. Azonban nem járt sikerrel, a tőzsdén ugyanis csődbe vitte a csapatot. A Chelsea meggyőzően teljesített az első osztályban, bár a bajnokságot nem nyerte meg, többek között bejutott az 1994-es FA-kupa döntőjébe. Ezután a klub menedzsere a csapat korábbi híres labdarúgója, Ruud Gullit lett 1996-ban. Céljának azt tűzte ki, hogy a gárda nemzetközi szinten is érjen el sikereket. Később célja valóra vált, 1998-ban ugyanis a csapat bejutott a KEK döntőjébe, és meg is nyerte azt a VfB Stuttgart ellen. Korábban, 1997-ben Gianluca Vialli edzősködése vezetésével a klub megnyerte az FA-kupát, majd először indulhatott el a Bajnokok Ligájában az 1999-2000-es szezonban. Ezt követően Viallit Claudio Ranieri javára kirúgták, így a Chelsea az ő menedzselése során jutott be a 2002-es FA kupa döntőjébe, illetve 2002-2003-as Bajnokok Ligájába.
2003 júniusában Bates eladta a klubot az orosz milliárdosnak, Roman Abramovicsnak, aki 140 millió fontért vásárolta meg tőle a csapatot. A tulajdonos 100 millió fontot költött új játékosokra, azonban Ranieri nem tudott velük nyerni egyetlen trófeát sem, így őt kirúgták, helyére a portugál José Mourinho került. Mourinho az újonnan összerakott csapattal megnyerte az angol bajnokságot 1955-öt követően kétszer (2004–2005,2006–2007) az FA-kupát 2007-ben, és a klub további két Ligakupa győzelemmel gazdagodott (2005, 2007).
2007 szeptemberében Mourinhot Ávrám Grant váltotta, aki bevezette a csapatot a Bajnokok Ligája döntőjébe. A Chelsea tizenegyes párbajban bukta el a párharcot a Manchester United ellen.

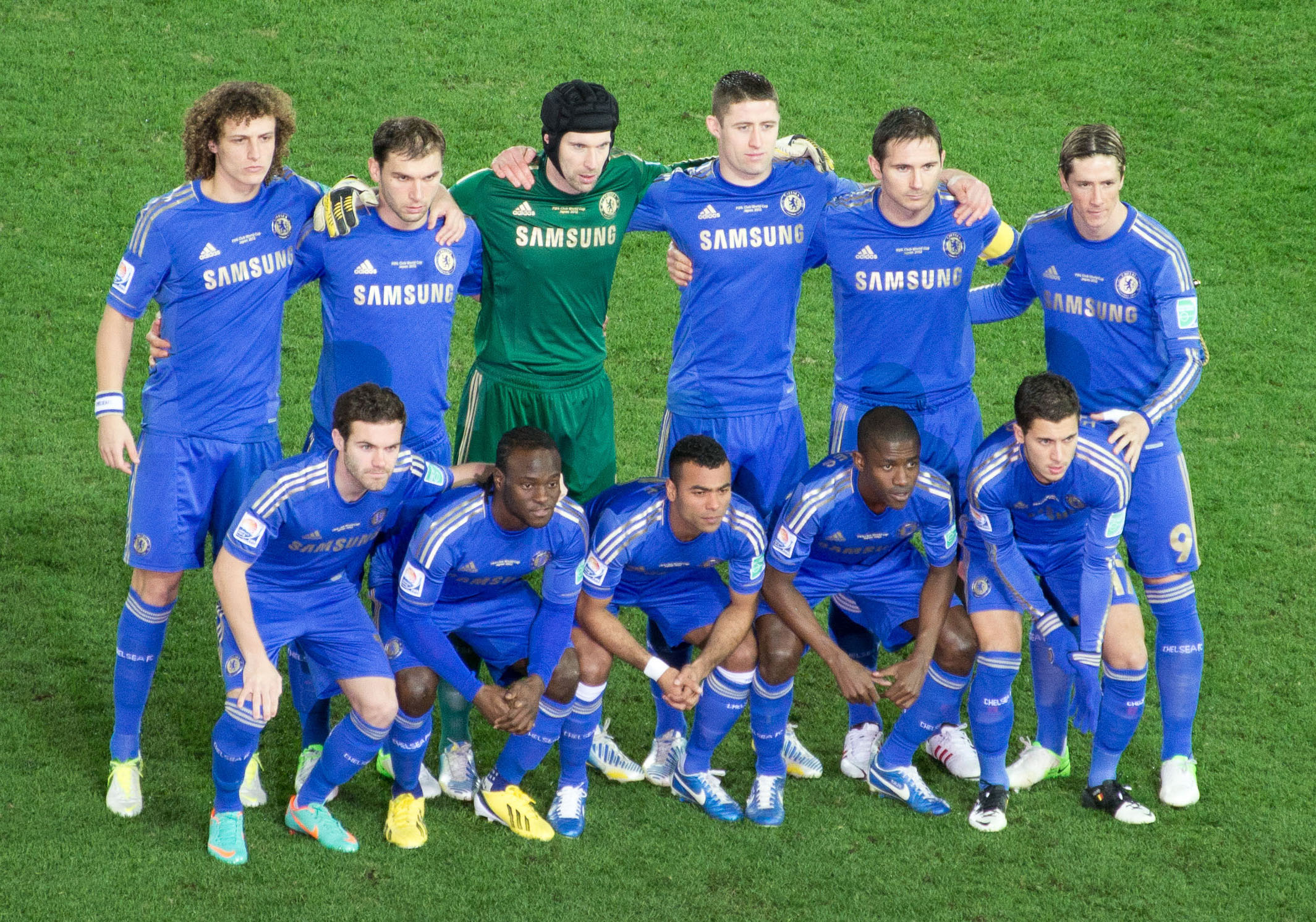
A Chelsea FC egyik kezdőcsapata 2012-ben

2009-ben Guus Hiddinket nevezték ki a menedzsernek, aki FA-kupa-győzelemre vezette a Chelseat, őt Carlo Ancelotti követte, aki duplázott: a csapat megnyerte a bajnokságot és az Fa-kupát is.
2011 júniusában Ancelottit kirúgták, őt követte André Villas-Boas, akit a szezon végén elbocsátottak a csapattól.
A Chelseat Roberto Di Matteo vette át, aki elérte a csapattal az első Bajnokok Ligája győzelmet, és FA-kupát nyert.
2013-ban Rafael Benítezt nevezték ki ideiglenesen a klub élére.A spanyol mester irányításával Európa-ligát nyertek.A döntőben : Chelsea-Benfica 3-1.2013 nyarán José Mourinho visszatért a kispadra.Második edzői regnálása alatt a 2014-15-ös szezonban Carling Cupot és bajnokságot nyertek a kékek. A 2015-16-os szezont azonban nagyon rosszul kezdték, a bajnokság fél távjánál csupán a 16. helyen álltak. Mourinhonak mennie kellett, utódja a szezon végéig Guus Hiddink lett. Hiddink helyét Antonio Conte vette át, akivel angol bajnok lett a csapat. Ennek ellenére az olasz edző távozott pozíciójáról. A Chelsea következő menedzserei Maurizio Sarri és Frank Lampard voltak, akik nem tudták visszavezetni a Chelsea-t a legjobbak közé. Lampard kirúgását követően Thomas Tuchel lett a klub edzője, aki Bajnokok Ligája sikerre vezette csapatát.
2021 áprilisában az csapat egyike volt azon 12 klubnak, amely megegyezett az Európai Szuperliga megalapításában, amelyből három nap után kilépett a csapat.

## Stadion

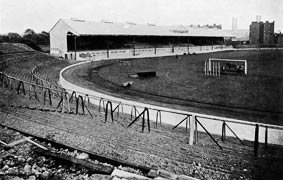
A Stamford Bridge 1905-ben

Több információért lásd a Stamford Bridge szócikket
A klub stadionja a Stamford Bridge, ahol a Chelsea a megalapítás óta játssza hazai mérkőzéseit. Hivatalosan 1877. április 28-án nyitották meg, az ezt követő 28 év során pedig a London Athletics Club atlétikai versenyeinek szolgált otthonul. 1904-ben Gus és J T Mears megvásárolták, hogy futballpályává alakítsák át a Bridge-et, melyet aztán Archibald Leitch tervezett meg. A stadiont felajánlották a Fulham FC-nek, a visszautasítás azonban arra ösztönözte a tulajdonosokat, hogy saját klubot alapítsanak. Így született meg a Chelsea.

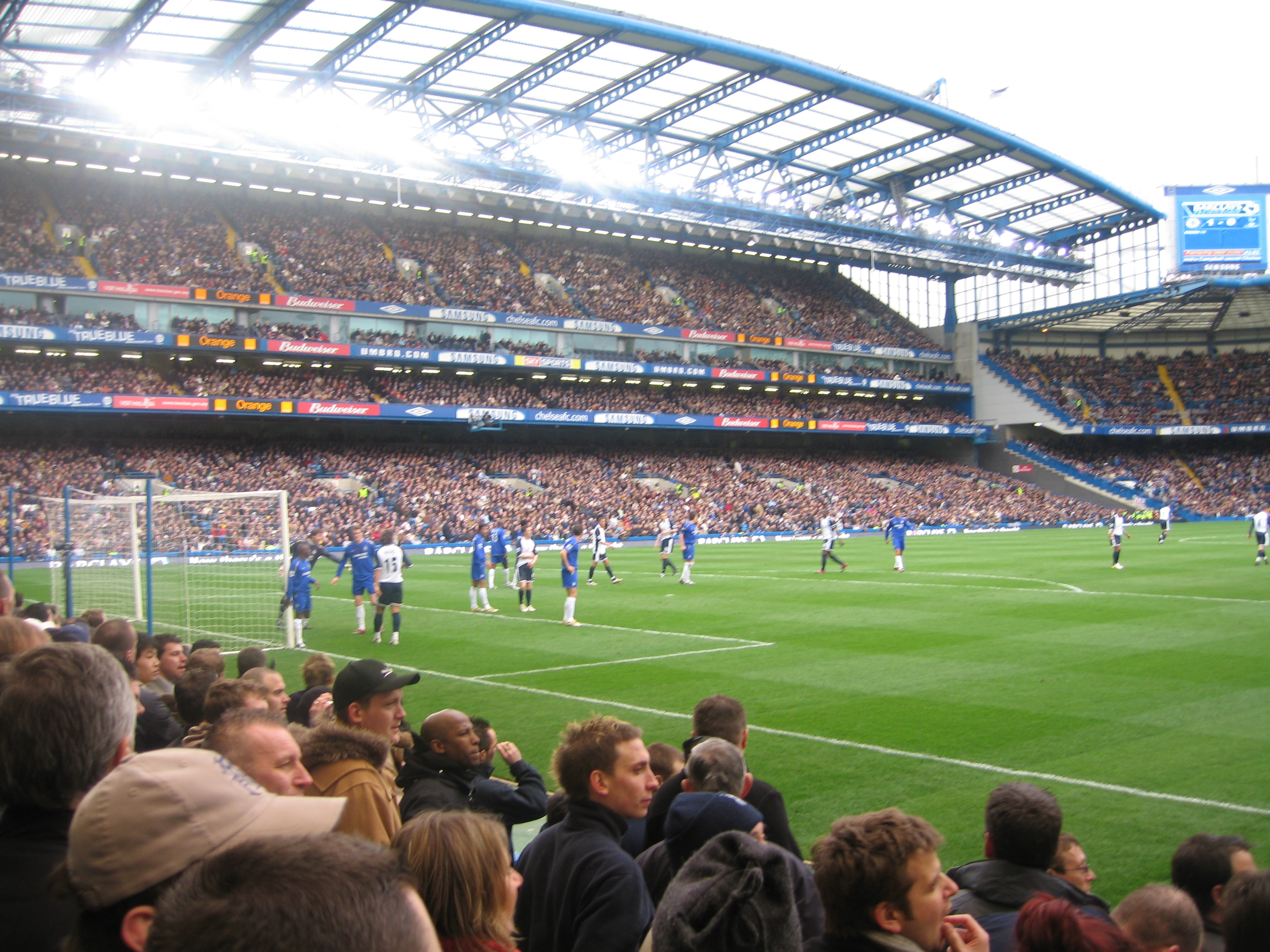
A Stamford Bridge belülről

A harmincas években megépült a déli oldalon a lelátó, ami később a Shed End nevet kapta. A klub története során ez vált a leghangosabb szurkolók törzshelyévé, főként a hatvanas és a hetvenes évektől kezdve. Ebben az időben döntöttek úgy a tulajdonosok, hogy az egész stadiont modernizálják. Az állóhelyeket meg akarták szüntetni és összesen 50 000 férőhelyes lelátókat szerettek volna kialakítani. A munkálatokat az East Stand-en kezdték, a költségek azonban akkorák voltak, hogy az építkezéseket le kellett állítani, a Chelsea ugyanis csődközeli helyzetbe került.
Egészen a kilencvenes évek közepéig kellett várni a folytatásra. Ken Batesnek köszönhetően ekkorra már normalizálódott a klub pénzügyi helyzete. A felújítások ismét megkezdődtek, az északi, a nyugati és a déli oldalon a lelátókat átalakították, az állóhelyeket ülőhelyekre cserélve; a Stamford Bridge 2001-re teljesen elkészült. Ma 42 055 férőhelyes és Európa egyik legkorszerűbb stadionja.

## Címerek
A klub megalakulása óta ötféle címert használt, bár mindegyik keresztülment kisebb változtatásokon. 1905-ben a legelső címeren egy Chelsea nyugdíjas (Chelsea pensioner) volt látható, amiről a csapat az egyik becenevét is kapta: Pensioners, vagyis Nyugdíjasok. Habár sosem jelent meg a mezeken (viszont a programfüzeteken igen), a címert fél évszázadig használták, egészen 1952-ig. Mikor Ted Drake 1952-ben menedzser lett, átformálta a klub imidzsét; eltávolíttatta a régi címert a programfüzetekből, mivel egy teljesen újat szeretett volna bevezetni. Amíg az új címer kész nem lett, a csapat egy átmeneti címert használt: a pajzs alakú kék címerben a C.FC betűk voltak láthatóak. Ez csupán egy évig volt használatban. Drake új címerében egy hátranéző, álló kék oroszlán volt, és egy pálcát tartott, körülötte vörös rózsák és focilabdák voltak. Az oroszlán gróf Cadogan címeréből való, aki akkor a klub elnöke volt, a pálca a Westminsteri apátságra utal, a rózsák pedig Anglia nemzeti szimbólumai. Ez volt az első címer, ami már a mezeken is megjelent.
A klub újra csak 1986-ban váltott címert, mikor új tulajdonosa lett a Chelsea-nek. Az új címerben megmaradt az oroszlán, viszont ez már sokkal egyszerűbb, természethűbb minta volt, mint az előző, és kék helyett sárga volt, de előfordult piros változatban is. Körülötte a korábbi változathoz hasonlóan a C.FC betűk voltak olvashatóak. A címer használatos volt kék címerpajzsban és anélkül is.
A 2005–06-os szezonban ünnepelte a klub fennállásának századik évfordulóját, ennek tiszteletére ismét új címert vezettek be, amiben visszatértek a Ted Drake által terveztetett címer elemei, a kék pálcatartó oroszlán és a körülötte levő rózsák, labdák, amik a szezon végén aranyszínűről ismét vörösre változtak.

## Mezek
A csapat mindig kék mezt viselt, habár kezdetben a jelenleginél világosabb árnyalatúbbat, és a maival ellentétben fehér nadrágot és sötétkék zoknit. A világoskék színt a klub akkori elnökének, Earl Cadogan-nak a lovaglóruhájáról vették át. A világoskék mez nem volt hosszú életű, 1912 körül felváltotta a királykék változat.
Mikor Tommy Docherty az 1960-as évek elején menedzser lett, ismét megváltoztatta a mezt: a nadrágot kékre, a sportszárt fehérre cserélte. Szerinte ezek a színek egyedülkállóvá tették a csapatot, mivel egy nagy klub sem használta ezt a színösszeállítást. Ezt a felszerelést először az 1964–65-ös szezonban viselték.
A Chelsea hagyományos idegenbeli színei a sárga és a fehér kék szegéllyel, de mint a legtöbb csapatnál, náluk is voltak kivételek. Az első idegenbeli mez fekete-fehér csíkos volt, de egy mérkőzésen, az 1966-os FA-kupa elődöntőn az olasz Internazionale csapatához hasonlóan kék-fekete csíkos mezt viseltek. A hatvanas években, állítólag a magyar futball előtt tisztelegve, piros felsőben, fehér nadrágban, és zöld sportszárban is játszottak.[forrás?] Voltak azonban mentazöld (az 1980-as években), piros-fehér kockás (az 1990-es évek elején), valamint szürke-narancssárga (az 1990-es évek közepén) idegenbeli mezek is. A 2007–08-as szezonban neonzöld, fekete csíkokkal ellátott idegenbeli mezt használtak. Az Adidas három csíkja fekete, ami végigfut a mez ujján. A nadrág fekete, ugyanúgy, mint a sportszár, viszont néhány mérkőzésen ezek is neonzöld színűek. A csapat címerének háttere ezen a mezen neonzöld, az oroszlán és a kerete pedig fekete a hagyományos kék, fehér, piros és arany színek helyett. A 2006–07-es szezonban harmadik mezt is készíttettek, ami teljesen fehér, kék és fekete szegéllyel.
A Chelsea mezeit 2006-tól az Adidas készíti, a korábbi mezgyártójuk az Umbro volt. Az első mezszponzoruk a Gulf Air volt az 1983–84-es szezonban, majd a Grange Farms, a Bai Lin majd az olasz Simod volt a szponzor, mielőtt a számítógépgyártó Commodore International-lel írtak alá hosszútávú szerződést 1989-ben. A Commodore után 1995–1997-ig a Coors, 1997–2001-ig az Autoglass, és 2001–2005-ig az Emirates Airline szponzorálta a Chelsea-t. 2005-2015-ig a Samsung volt a mezek támogatója. A jelenlegi mezszponzoruk a Yokohama.

## Riválisok
A Chelsea nem rendelkezik hagyományos riválisokkal, mint például a Mersey-parti rangadó vagy az észak-londoni derbi, mert a nyugat-londoni derbi a Fulham és a Queens Park Rangers ellen nem volt annyira népszerű, az évek során a klubok között ugyanis osztálykülönbségek voltak. 2004-ben a Planetfootball.com által készített felmérés szerint a Chelsea szurkolók fő riválisuknak tartják (sorrendben): az Arsenalt, a Tottenham Hotspurt és a Manchester Unitedet. A Tottenham ellen az 1967-es FA-kupa döntője óta vette kezdetét a rivalizálás, mivel a két klub között ez volt az első kupadöntő. Emellett a Chelsea FC–Leeds United AFC-rangadó nyúlik vissza a múltba, az 1960-as és 70-es években a Leeds Uniteddal több szép és fontos mérkőzést játszott a klub, többek között az 1970-es FA-kupa döntőjét. Jelenleg a Liverpool ellen éleződött ki a rivalizálás a sok kupamérkőzés során.

## Női csapat
A Chelsea csapatának is van női labdarúgó csapata, a Chelsea FC (Women). 2004 óta tagja a férfi csapatnak, és részese a klub fejlesztési programjának. A csapat a Imperial Fields-ben játssza hazai mérkőzéseit és az Isthmian League-ben szereplő Tooting & Mitcham United csapatával használja közösen. A klub megnyerte a Surrey County kupát 2003, 2004, 2006, 2007, 2008, 2009 és 2010-ben is, és mivel a 2004-05-ös FA Women's National League South-t megnyerték, így feljutottak a FA Women's Premier League National Division-ba. A 2009-10-es szezonban a 3. helyen végeztek a Premier League-ben, ami a klub eddigi legnagyobb sikere. 2010-ben tagja volt a nyolc alapító csapatnak, akik létrehozták a FA Women's Super League-t. A csapat elnöke John Terry korábbi angol válogatott játékos, a Chelsea legendás védője.

## Magyar vonatkozások
A Chelsea FC eddig összesen kilenc alkalommal lépett pályára magyar csapat ellen, barátságos mérkőzéseken, illetve Európa Liga találkozókon. 1906 májusában Európában túrázott a frissen megalakult Chelsea FC, és három mérkőzést Budapesten játszottak. A BTC ellen 4-0-ra, a MAC ellen 6-0-ra, míg az FTC ellen 3-1-re nyertek az angolok. 1954 decemberében látogatott a Stamford Bridge-re az akkor épp "Vörös Lobogónak" hívott, válogatott klasszisokkal felálló MTK. A meccs 2-2-es döntetlent hozott, a gólokat Stubbs, Bentley, illetve Hidegkuti Nándor és Palotás szerezték. 1963-ban még kétszer megmérkőzött egymással a két kék csapat. 1963. augusztus 14-én, a Népstadionban, 30 000 néző előtt 3-1-re nyertek a londoniak. Mulholland gólját Nagy egyenlítette ki, majd Danszky öngóljával és Tambling góljával alakult ki a végeredmény. 1963. december 11-én még egyszer megmérkőzött egymással a két kék csapat. A 6.037 néző előtt lejátszott meccsen 2-0-s Chelsea győzelem született, a gólokat Mortimore és Venables szerezték.
2014. augusztus 10-én a Fradi ellen léptek pályára, Budapesten az újonnan megépült Groupama Aréna nyitómeccsén. A mérkőzés végeredménye 1:2 lett, a Fradiból Gera Zoltán, a Chelsea-ből Ramires, majd Fabregas talált a hálóba.
Legutóbb a 2018-2019-es Európa Liga kiírásának "L" jelzésű csoportjában találták magukat szembe magyar csapattal. Hazai pályán a Mol Vidi FC ellen 1:0-ás győzelmet arattak, majd idegenben a Groupama Arénában 2-2-es döntetlenre végeztek a csapatok.
A Chelsea FC felnőtt csapatában magyar játékos eddig még nem szerepelt.
A magyar NB1-ben két olyan játékos szerepel(t), aki a Chelsea FC játékosa is volt: a Győri ETO grúz válogatott légiósa, Rati Alekszidze, illetve a Videoton FC portugálja, Filipe Oliveira. Aleksidze 2000–2002 között volt a Chelsea felnőtt keretének tagja, ez idő alatt 3 meccsen lépett pályára, mindháromszor csereként. Gólt nem szerzett. Oliveira 2002-2006 között volt Chelsea kerettag, de csak 5 meccsen lépett pályára.
A Chelsea egykori holland edzője, Henk ten Cate (a 2007/2008-as szezonban Avram Grant segítőjeként dolgozott a Chelsea-nél) karrierje korábbi időszakában, az 1999/2000-es szezonban az MTK vezetőedzője volt.
2021-től 2022-ig Thomas Tuchel mellett a másodedző Lőw Zsolt volt.

## Szakmai stáb
| Poszt                | Személyzet              |
| -------------------- | ----------------------- |
| Vezetőedző           | Enzo Maresca            |
| Segédedző            | Willy Caballero         |
| Segédedző            | Roberto Vitiello        |
| Segédedző            | Danny Walker            |
| Kapusedző            | James Russell           |
| Kapusedző            | Michele De Bernardin    |
| Erőnléti edző        | Sam Bowhay              |
| Erőnléti edző        | Eliott Ferguson-Dillon  |
| Erőnléti edző        | Marcos Álvarez          |
| Egyéni edző          | Claude Makélélé         |
| Csapatorvos          | Dimitrios Kalogiannidis |
| Fő játékosmegfigyelő | Kyle Macaulay           |
| Akadémia menedzser   | Neil Bath               |

## Játékosok

### Játékoskeret
Utolsó módosítás: 2025. február 4.
A vastaggal jelzett játékosok felnőtt válogatottsággal rendelkeznek.
A dőlttel jelzett játékosok kölcsönben szerepelnek a klubnál.
| Mezszám                  | Név                                              | Nemzetiség                 | Születési hely              | Születési idő (kor)                     | Korábbi csapat             | Érték (€)    | Szerződés lejárta |
| Kapusok                  | Kapusok                                          | Kapusok                    | Kapusok                     | Kapusok                                 | Kapusok                    | Kapusok      | Kapusok           |
| ------------------------ | ------------------------------------------------ | -------------------------- | --------------------------- | --------------------------------------- | -------------------------- | ------------ | ----------------- |
| 1                        | Robert Sánchez                                   | spanyol · angol            | Cartagena                   | 1997. november 18. (27 éves)            | Brighton & Hove Albion FC  | 25 000 000   | 2030.06.30        |
| 12                       | Filip Jörgensen                                  | dán · svéd                 | Lomma                       | 2002. április 6. (23 éves)              | Villarreal CF              | 20 000 000   | 2031.06.30        |
| 13                       | Marcus Bettinelli                                | angol · olasz              | London                      | 1992. május 24. (33 éves)               | Fulham FC                  | 1 000 000    | 2026.06.30.       |
| 47                       | Lucas Bergströl                                  | finn                       | Pargas                      | 2002. szeptember 5. (22 éves)           | Utánpótlásból került fel   | 700 000      | 2025.06.30        |
| Védők                    |                                                  |                            |                             |                                         |                            |              |                   |
| 3                        | Marc Cucurella                                   | spanyol                    | Alella                      | 1998. július 22. (26 éves)              | Brighton & Hove Albion FC  | 30 000 000   | 2028.06.30.       |
| 4                        | Tosin Adarabioyo                                 | angol · NGA                | London                      | 1997. szeptember 24. Sablon:Életkor-élo | Fulham FC                  | 20 000 000   | 2029.06.30.       |
| 5                        | Benoît Badiashile                                | francia · COD              | Limoges                     | 2001. március 26. (24 éves)             | AS Monaco FC               | 28 000 000   | 2030.06.30.       |
| 6                        | Levi Colwill                                     | angol                      | Southampton                 | 2003. február 26. (22 éves)             | Utánpótlásból került fel   | 50 000 000   | 2029.06.30.       |
| 23                       | Trevoh Chalobah                                  | angol · SLE                | Freetown                    | 1999. július 5. (26 éves)               | Utánpótlásból került fel   | 13 000 000   | 2028.06.30.       |
| 24                       | Reece James                                      | angol                      | London                      | 1999. december 8. (25 éves)             | Utánpótlásból került fel   | 30 000 000   | 2028.06.30.       |
| 27                       | Malo Gusto                                       | francia · martinique       | Décines-Charpieu            | 2003. május 19. (22 éves)               | Olympique Lyonnais         | 35 000 000   | 2030.06.30.       |
| 29                       | Wesley Fofana                                    | francia · Elefántcsontpart | Marseille                   | 2000. december 17. (24 éves)            | Leicester City FC          | 30 000 000   | 2029.06.30.       |
| 30                       | Aarón Ansrlmino                                  | ARG                        | Nizza                       | 1999. január 23. (26 éves)              | Boca Juniors               | 8 000 000    | 2031.06.30.       |
| 34                       | Josh Acheampong                                  | angol                      | London                      | 2006. május 5. (19 éves)                | Utánpótlásból került fel   | 1 000 000    | 2029.06.30.       |
| Középpályások            |                                                  |                            |                             |                                         |                            |              |                   |
| 8                        | Enzo Fernández                                   | argentin                   | San Martín                  | 2001. január 17. (24 éves)              | SL Benfica                 | 75 000 000   | 2032.06.30.       |
| 18                       | Christopher Nkunku                               | francia · COD              | Lagny-sur-Marne             | 1997. november 14. (27 éves)            | RB Leipzig                 | 70 000 000   | 2029.06.30.       |
| 20                       | Cole Palmer                                      | angol                      | Manchester                  | 2002. május 6. (23 éves)                | Manchester City FC         | 130 000 000  | 2033.06.30.       |
| 22                       | Kiernan Dewsbury-Hall                            | angol                      | Nottingham                  | 1998. szeptember 6. (26 éves)           | Leicester City FC          | 28 000 000   | 2029.06.30.       |
| 25                       | Moisés Caicedo                                   | ecuador                    | Santo Domingo               | 2001. november 2. (23 éves)             | Brighton & Hove Albion FC  | 80 000 000   | 2031.06.30.       |
| 37                       | Omari Kellyman                                   | angol · Észak-Írország     | Derby                       | 2005. szeptember 15. (19 éves)          | Aston Villa FC             | 1 500 000    | 2033.06.30.       |
| 39                       | Mathis Amougou                                   | francia · CMR              | Le Blanc-Mesnil             | 2006. január 18. (19 éves)              | AS Saint-Étienne           | 5 000 000    | 2033.06.30.       |
| 45                       | Roméo Lavia                                      | belgium                    | Brüsszel                    | 2004. január 6. (21 éves)               | Southampton FC             | 40 000 000   | 2030.06.30.       |
| Támadók                  |                                                  |                            |                             |                                         |                            |              |                   |
| 7                        | Pedro Neto                                       | POR                        | Viana do Castelo            | 2000. március 9. (25 éves)              | Wolverhampton Wanderers FC | 55 000 000   | 2031.06.30.       |
| 10                       | Mihajlo Mudrik                                   | ukrán                      | Krasnograd                  | 2001. január 5. (24 éves)               | FK Sahtar Doneck           | 30 000 000   | 2031.06.30.       |
| 11                       | Noni Madueke                                     | angol · NGR                | London                      | 2002. március 10. (23 éves)             | PSV Eindhoven              | 40 000 000   | 2030.06.30.       |
| 15                       | Nicolas Jackson                                  | szenegál · Gambia          | Banjul                      | 2001. június 10. (24 éves)              | Villarreal CF              | 55 000 000   | 2031.06.30.       |
| 19                       | Jadon Sancho (kölcsonben a Manchester Unitedtől) | angol · JAM                | London                      | 2000. március 25. (25 éves)             | Manchester United FC       | 3 000 000    | 2028.06.30.       |
| 22                       | Tyrique George                                   | angol                      | London                      | 2006. február 6. (19 éves)              | Utánpótlásból került fel   | Nem publikus | Nem publikus      |
| 38                       | Marc Guiu                                        | spanyol                    | Granollers                  | 2006. január 6. (19 éves)               | FC Barcelona               | 8 000 000    | 2029.06.30.       |
| –                        | Datro Fofana                                     | Elefántcsontpart           | Ouragahio                   | 2002. december 22. (22 éves)            | Göztepe SK                 | 8 500 000    | 2029.06.30.       |
| \|Kölcsönadott játékosok |                                                  |                            |                             |                                         |                            |              |                   |
| Név                      | Poszt                                            | Nemzetiség                 | Születési hely              | Születési idő (kor)                     | Kölcsönadva ide            | Érték (€)    | Kölcsön lejárta   |
| Kepa Arrizabalaga        | Kapus                                            | spanyol                    | Ondarroa                    | 1994. október 3. (30 éves)              | AFC Bournemourt            | 11 000 000   | 2025.06.30.       |
| Đorđe Petrović           | Kapus                                            | szerb                      | Pozsarevác                  | 1999. október 8. (25 éves)              | RC Strasbourg Alsace       | 18 000 000   | 2025.06.30        |
| Ben Chilwell             | Védő                                             | angol · Új-Zéland          | Milton Keynes               | 1996. december 21. (28 éves)            | Leicester City FC          | 29 000 000   | 2025.06.30.       |
| Axel Disasi              | Védő                                             | francia · COD              | Gonesse                     | 1998. március 11. (27 éves)             | Aston Villa FC             | 30 000 000   | 2025.06.30        |
| Alfie Gilchrist          | Védő                                             | angol                      | London                      | 2003. november 28. (21 éves)            | Sheffield United FC        | 5 500 000    | 2025.06.30.       |
| Bashir Humphries         | Védő                                             | angol · UGA                | Exeter                      | 2003. március 15. (22 éves)             | Burnley FC                 | 5 500 000    | 2025.05.31        |
| Caleb Wiley              | Védő                                             | USA                        | Atlanta                     | 2004. december 22. (20 éves)            | Watford FC                 | 8 000 000    | 2025.06.30.       |
| Carney Chukwuemeka       | Középpályás                                      | angol · NGR                | Kismarton                   | 2003. október 20. (21 éves)             | Borussia Dortmund          | 15 000 000   | 2025.06.30.       |
| Andrey Santos            | Középpályás                                      | brazil                     | Rio de Janeiro              | 2004. május 3. (21 éves)                | RC Strasbourg              | 25 000 000   | 2025.06.30.       |
| Lesley Ugochukwu         | Középpályás                                      | francia · NGR              | Rennes                      | 2004. március 26. (21 éves)             | Southampton FC             | 25 000 000   | 2025.05.31.       |
| Armando Broja            | Támadó                                           | ALB · angol                | Slough                      | 2001. szeptember 10. (23 éves)          | Everton FC                 | 28 000 000   | 2024.06.30.       |
| Ângelo Gabriel           | Támadó                                           | brazil                     | Brazíliaváros               | 2004. december 21. (20 éves)            | RC Strasbourg              | 15 000 000   | 2024.06.30        |
| Hakím Zíjes              | Támadó                                           | MOR · holland              | Dronten                     | 1993. március 19. (32 éves)             | Galatasaray SK             | 9 500 000    | 2024.06.30.       |
| Raheem Sterling          | angol · JAM                                      | Kingston                   | 1994. december 8. (30 éves) | Arsenal FC                              | 22 000 000                 | 2025.05.31.  |                   |
| Deivid Washington        | Tamádó                                           | brazil                     | Itumbiara                   | 2005. június 5. (20 éves)               | Santos FC                  | 9 000 000    | 2025.12.31        |

### Az Év Játékosa (1967–2020)
| - 1967 Peter Bonetti - 1968 Charlie Cooke - 1969 David Webb - 1970 John Hollins - 1971 John Hollins - 1972 David Webb - 1973 Peter Osgood - 1974 Gary Locke - 1975 Charlie Cooke - 1976 Ray Wilkins - 1977 Ray Wilkins - 1978 Micky Droy - 1979 Tommy Langley - 1980 Clive Walker - 1981 Petar Borota - 1982 Mike Fillery - 1983 Joey Jones | - 1984 Pat Nevin - 1985 David Speedie - 1986 Eddie Niedzwiecki - 1987 Pat Nevin - 1988 Tony Dorigo - 1989 Graham Roberts - 1990 Ken Monkou - 1991 Andy Townsend - 1992 Paul Elliott - 1993 Frank Sinclair - 1994 Steve Clarke - 1995 Erland Johnsen - 1996 Ruud Gullit - 1997 Mark Hughes - 1998 Dennis Wise - 1999 Gianfranco Zola - 2000 Dennis Wise | - 2001 John Terry - 2002 Carlo Cudicini - 2003 Gianfranco Zola - 2004 Frank Lampard - 2005 Frank Lampard - 2006 John Terry - 2007 Michael Essien - 2008 Joe Cole - 2009 Frank Lampard - 2010 Didier Drogba - 2011 Petr Čech - 2012 Juan Mata - 2013 Juan Mata - 2014 Eden Hazard - 2015 Eden Hazard - 2016 Willian - 2017 Eden Hazard | - 2018 N’Golo Kanté - 2019 Eden Hazard - 2020 Mateo Kovačić - 2021 Mason Mount - 2022 Mason Mount - 2023 Thiago Silva |

### Jelentős játékosok
| - Fernando Torres - Juan Mata - Frank Lampard - Graeme Le Saux - John Terry - Terry Venables - Jimmy Windridge - Dennis Wise - Dick Spence - Kerry Dixon - Jimmy Greaves - Peter Osgood - Ron Harris - George Hilsdon - Bobby Tambling - William Foulke - Roy Bentley - Gary Cahill | - Peter Bonetti - Ashley Cole - Steve Clarke - John Tait Robertson - Pat Nevin - Charlie Cooke - Hughie Gallacher - John Harris - Gianluca Vialli - Gianfranco Zola - Carlo Cudicini - Roberto di Matteo - Marcel Desailly - Florent Malouda - Frank Leboeuf - Claude Makélélé - Nicolas Anelka - N’Golo Kanté | - Ruud Gullit - Arjen Robben - Ricardo Carvalho - Paulo Ferreira - Didier Drogba - Tore André Flo - Eiður Guðjohnsen - Mark Hughes - Branislav Ivanović - Dan Petrescu - Gustavo Poyet - Damien Duff - Michael Essien - Celestine Babayaro - Petr Čech - David Luiz - Eden Hazard - César Azpilicueta |

## Menedzserek
- 1905–1906  John Tait Robertson
- 1907–1933  David Calderhead
- 1933–1939  Leslie Knighton
- 1939–1952  Billy Birrell
- 1952–1961  Ted Drake
- 1962–1967  Tommy Docherty
- 1967–1974  Dave Sexton
- 1974–1975  Ron Suart
- 1975–1977  Eddie McCreadie
- 1977–1978  Ken Shellito
- 1978–1979  Danny Blanchflower
- 1979–1981  Geoff Hurst
- 1981–1985  John Neal
- 1985–1988  John Hollins
- 1988–1992  Bobby Campbell
- 1992–1993  Ian Porterfield
- 1993 00000 David Webb
- 1993–1996  Glenn Hoddle
- 1996–1998  Ruud Gullit
- 1998–2000  Gianluca Vialli
- 2000–2004  Claudio Ranieri
- 2004–2007  José Mourinho
- 2007–2008  Avram Grant
- 2008–2009  Luiz Felipe Scolari
- 2009 00000 Guus Hiddink
- 2009–2011  Carlo Ancelotti
- 2011–2012 André Villas-Boas
- 2012 00000 Roberto di Matteo
- 2012–2013  Rafael Benítez
- 2013–2015  José Mourinho
- 2016 00000 Guus Hiddink
- 2016–2018  Antonio Conte
- 2018–2019   Maurizio Sarri
- 2019–2021   Frank Lampard
- 2021–2022   Thomas Tuchel
- 2022–2023   Graham Potter
- 202300000  Bruno Saltor
- 202300000  Frank Lampard
- 2023–2024   Mauricio Pochettino
- 2024–0000  Enzo Maresca

## Indulók
A kékek himnusza a "Blue Is The Colour" kezdetű dal, amit 1972-ben írtak meg a Ligakupa döntőre. Ugyanebben az évben már az angol kislemezlista 5. helyén is állt.

A szövege:
| Blue Is The Colour… | |
| --- | --- |
| Blue is the colour, football is the game We're all together and winning is our aim So cheer us on through the sun and rain Cos Chelsea, Chelsea is our name. Here at the Bridge, whether rain or fine We can shine all the time Home or away, come and see us play You're welcome any day. Blue is the colour, football is the game We're all together and winning is our aim So cheer us on through the sun and rain Cos Chelsea, Chelsea is our name. | Come to the Shed and we'll welcome you Wear your blue and see us through Sing loud and clear until the game is done Sing Chelsea everyone Blue is the colour, football is the game We're all together and winning is our aim So cheer us on through the sun and rain Cos Chelsea, Chelsea is our name. Blue is the colour, football is the game We're all together and winning is our aim So cheer us on through the sun and rain Cos Chelsea, Chelsea is our name. |

## Sikerek

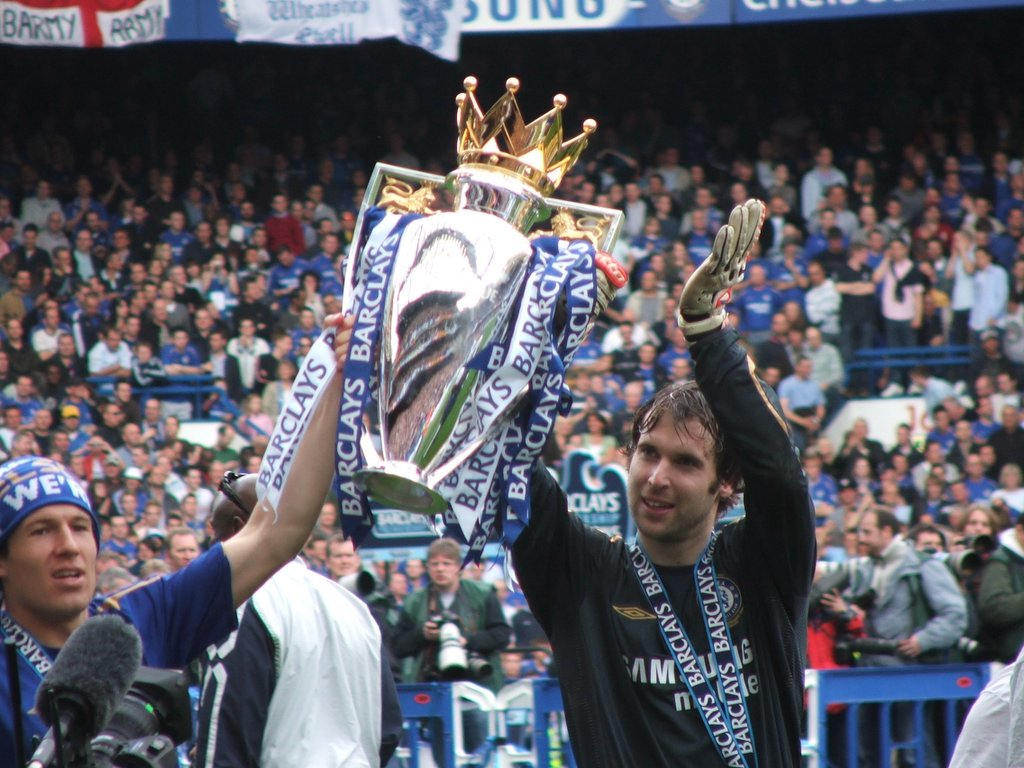
Arjen Robben és Petr Čech a bajnoki serleggel 2006-ban

- 6-szoros angol bajnok: 1954-55, 2004-05, 2005-06, 2009-10, 2014-2015, 2016-2017
- 4-szeres ezüstérmes: 2003–04, 2006–07, 2007–08, 2010-11
- 2-szeres másodosztályú bajnok: 1983-84, 1988-89
- 5-szörös ezüstérmes: 1906–07, 1911–12, 1929–30, 1962–63, 1976–77
- 8-szoros FA-kupa-győztes: 1970, 1997, 2000, 2007, 2009, 2010, 2012, 2018
  - 1970 – a Leeds United ellen 2–2, az újrajátszásban 2–1
  - 1997 – a Middlesbrough ellen 2–0
  - 2000 – az Aston Villa ellen 1–0
  - 2007 – a Manchester United ellen 1–0
  - 2009 – az Everton ellen 2–1
  - 2010 – a Portsmouth FC ellen 1-0
  - 2012 – a Liverpool FC ellen 2–1
  - 2018 – a Manchester United FC ellen 1–0
  - 6-szoros ezüstérmes: 1915, 1967, 1994, 2002, 2017, 2020
  -  1915 – a Sheffield United ellen 3–0
  -  1967 – a Tottenham Hotspur ellen 2–1
  -  1994 – a Manchester United ellen 4–0
  -  2002 – az Arsenal ellen 2–0
  - 2017 – az Arsenal ellen 2–1
  - 2020 – az Arsenal ellen 2–1

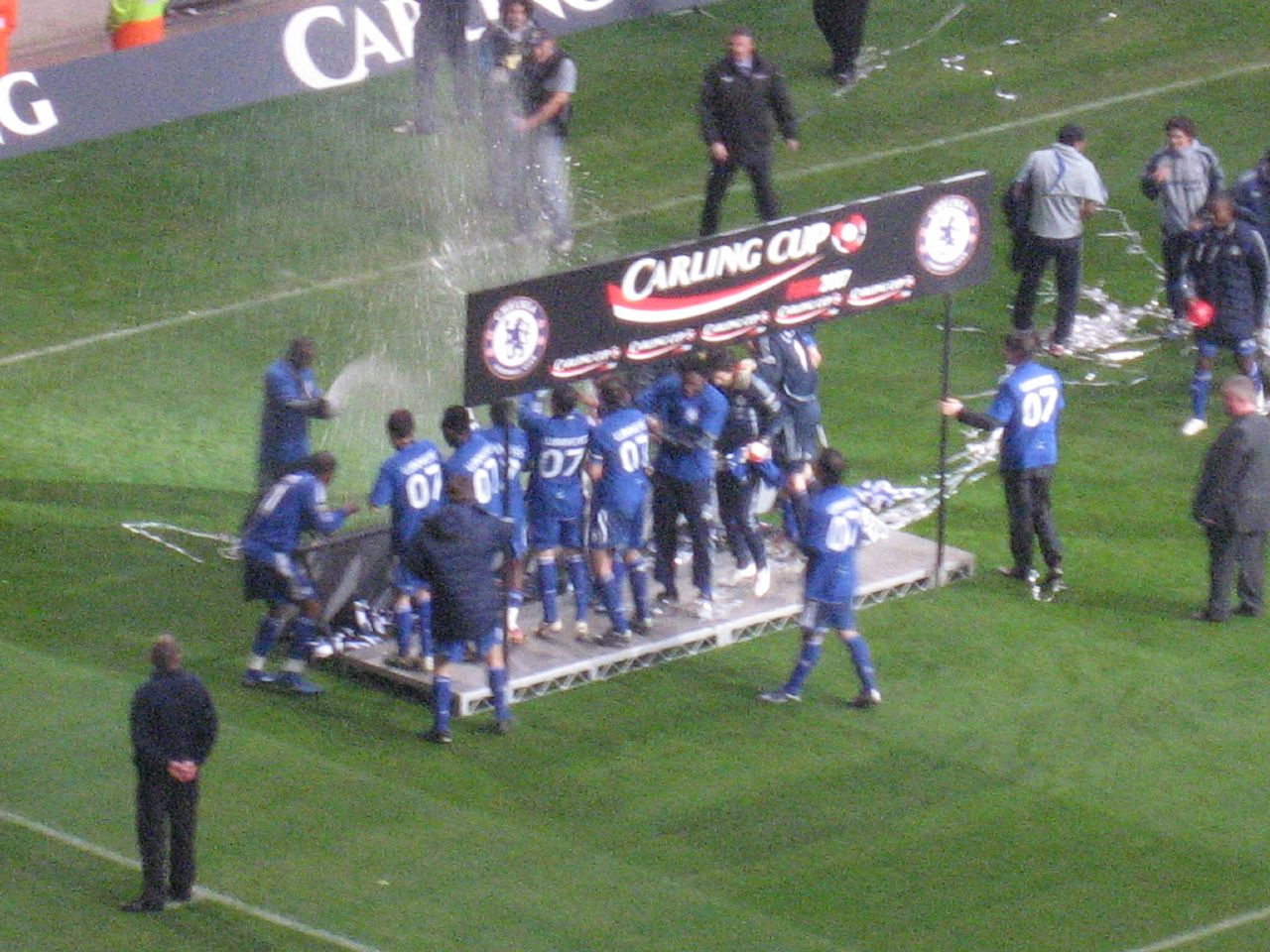
A 2007-es Ligakupa-győzelem

- 5-szörös Angol Ligakupa-győztes: 1965, 1998, 2005, 2007, 2015
  - 1965 – a Leicester City ellen 3–2
  - 1998 – a Middlesbrough ellen 2–0
  - 2005 – a Liverpool ellen 3–2
  - 2007 – az Arsenal ellen 2–1
  - 2015 – a Tottenham Hotspur ellen 2–0
- 3-szoros ezüstérmes: 1972, 2008, 2019
  -  1972 – a Stoke City ellen 2–1
  -  2008 – a Tottenham Hotspur ellen 2–1
  -  2019 – a Manchester City ellen 0–0, tizenegyesekkel 4-3
- 4-szeres FA Charity Shield/Community Shield[42] győztes: 1955, 2000, 2005, 2009
  - 1955 – a Newcastle United ellen 3–0
  - 2000 – a Manchester United ellen 2–0
  - 2005 – az Arsenal ellen 2–1
  - 2009 – a Manchester United ellen 2–2, büntetőkkel 4–1
- 9-szeres ezüstérmes: 1970, 1997, 2006, 2007, 2010, 2012, 2015, 2017, 2018
  -  1970 – az Everton ellen 2–1
  -  1997 – a Manchester United ellen 1–1, büntetőkkel 4–2
  -  2006 – a Liverpool ellen 2–1
  -  2007 – a Manchester United ellen 1–1, büntetőkkel 3–0
  - 2010 – a Manchester United ellen 3–1
  - 2012 – a Manchester City ellen 3–2
  - 2015 – az Arsenal ellen 1–0
  - 2017 – az Arsenal ellen 1–1, büntetőkkel 4–1
  - 2018 – a Manchester City ellen 2–0
- 2-szeres Full Members Cup győztes: 1986, 1990
  - 1986 – a Manchester City ellen 5–4
  - 1990 – a Middlesbrough ellen 1–0
- 2-szeres BL-győztes: 2012, 2021
  - 2012 – a Bayern München ellen 1–1, tizenegyesekkel 4–3
  - 2021 – a Manchester City ellen 1–0
- 1-szeres ezüstérmes: 2008
  - 2008 – a Manchester United ellen 1–1, tizenegyesekkel 6–5
- 2-szeres Európa-liga-győztes: 2013, 2019
  - 2013 – a Benfica ellen 2-1
  - 2019 – az Arsenal ellen 4-1
- 1-szeres UEFA Konferencia Liga-győztes: 2025
  - 2025 – a Real Betis ellen 4–1
- 2-szeres KEK-győztes: 1971, 1998
  - 1971 – a Real Madrid ellen 1–1, az újrajátszásban 2–1
  - 1998 – a VfB Stuttgart ellen 1–0
- 2-szeres UEFA-szuperkupa-győztes: 1998, 2021
  - 1998 – a Real Madrid ellen 1–0
  - 2021 – a Villarreal ellen 1–1, tizenegyesekkel 6–5
- 3-szoros ezüstérmes: 2012, 2013, 2019
  - 2012 – az Atlético Madrid ellen 4-1
  - 2013 – a Bayern München ellen 2–2, tizenegyesekkel 5–4
  - 2019 – a Liverpool ellen 2–2, tizenegyesekkel 5–4
- 2-szeres FIFA-klubvilágbajnok: 2021, 2025
  -  2021 – a Palmeiras ellen 2-1
  -  2025 – a Paris Saint-Germain ellen 3-0
- 1-szeres FIFA-klubvilágbajnokság ezüstérmes: 2012
  -  2012 – a Corinthians ellen 0-1
- 1-szeres Vásárvárosok kupája elődöntős: 1966

## Statisztikák, rekordok

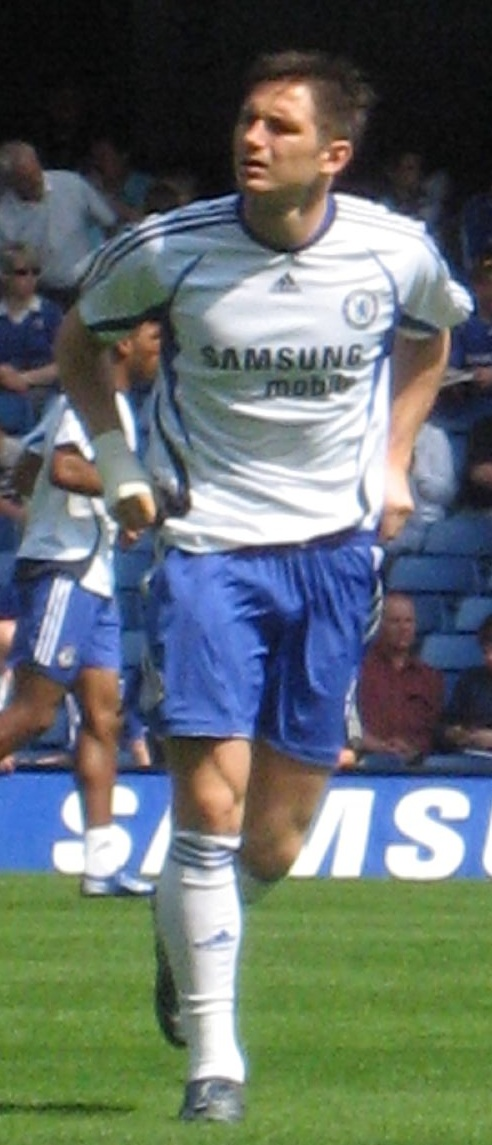
Frank Lampard lőtte a legtöbb gólt a Chelsea mezében.

A Chelsea-ben a legtöbb mérkőzést egy korábbi csapatkapitány, Ron Harris játszotta, aki 795 mérkőzésen lépett pályára a csapatban 1961 és 1980 között. Ezt a rekordot a közeljövőben senki sem dönti meg: Harris-t Frank Lampard követi 380 mérkőzéssel. A Chelsea kapusai közt Peter Bonetti játszott a legtöbb mérkőzésen: 729-en 1959 és 1979 között. A francia Marcel Desailly a csapat legtöbb válogatottsággal rendelkező játékosa: 116-szor lépett fel a francia válogatottban.
Frank Lampard a csapat gólkirálya, 2001-től kezdődően 203 gólt szerzett. A rekordot megtörő 203. gólját a 2012-13-as Aston Villa elleni 2-1-es Lampard duplájával megnyert bajnoki mérkőzésen szerezte. Ezzel letaszította a trónról Bobby Tambling-et aki 1970 óta 202 góllal tartotta a legtöbb gólt szerzett játékos címét a Chelsea-ben. További hét játékos szerzett több mint 100 gólt: Bobby Tambling (1959-1970), George Hilsdon (1906–12), George Mills (1929–39), Roy Bentley (1948–56), Jimmy Greaves (1957–61), Peter Osgood (1964–74 és 1978–79) és Kerry Dixon (1983–92). Dixon az egyetlen játékos a klub eddigi történetében 193 góllal, aki Tambling rekordjához közel járt. Greaves tartja a rekordot az egy szezonban elért gólok számában: az 1960-61-es idényben 43 gólt szerzett. Lampard a klub jelenlegi gólkirálya.
A Chelsea legnagyobb hazai nézőszáma hivatalosan 82 905 volt, 1935. október 12-én az Arsenal ellen az elsőosztályban. Ennek ellenére a Gyinamo Moszkva elleni barátságos mérkőzés felbecsült nézőszáma 1945. november 13-án 100 000 felett volt. Ez a rekord a jövőben várhatóan nem fog megdőlni: a stadion jelenleg 42 055 fő befogadására képes.
A Chelsea számos rekordot tart Angliában és Európában egyaránt. A bajnokságban ők szerezték a legtöbb pontot egy szezonban (95-öt), ők kapták a legkevesebb gólt egy szezonban (5-öt), 15 egymás utáni mérkőzésen nem kaptak gólt, 30 mérkőzést nyertek meg egy szezonban, és ők tartják a legtöbb kapott gól nélküli mérkőzés rekordját is egy szezonban (28 mérkőzés); mindezt a 2004-05-ös idényben sikerült elérniük. 2010-ben újabb rekordot döntött a csapat, egy szezonon belül szerzett 103 góljával.
A csapat 21–0-s összesítésű győzelme a Jeunesse Hautcharage ellen a Kupagyőztesek Európa-kupája 1971–72-es kiírásában rekord az európai kupaporondon.  Roberto di Matteo szerezte az FA-kupa történetének 2. leggyorsabb gólját egy Middlesbrough elleni döntőben a Wembley-ben 1997-ben: a 42 másodpercben szerzett gólt, a Chelsea 2–0-ra nyerte meg a döntőt. Ezt Louis Saha döntötte meg a 2009-es sorozat döntőjében, épp a Chelsea ellen. Az angol élvonalban a Chelsea tartja a hazai pályán leghosszabb idejű veretlenségi sorozat rekordját. A korábbi csúcstartó a Liverpool volt 63 mérkőzéssel (1978–1980), ezt a rekordot 2007. augusztus 12-én döntötték meg. Veretlenségi sorozatuk 2008. október 26-án ért véget, mikor a Liverpooltól szenvedtek 1–0-s vereséget a Bridge-en.
A Chelsea volt az első angol klub (az Arsenallal együtt), akik számozott mezben játszottak (először 1928. augusztus 25-én a Swansea Town ellen). Ők voltak az elsők Angliában, akik repülőgéppel utaztak egy idegenbeli mérkőzésre, mikor 1957. április 19-én a Newcastle United otthonába látogattak; valamint az első élvonalbeli csapat, akik vasárnap játszottak mérkőzést, mikor a Stoke City-vel játszottak 1974. január 27-én. 1999. december 26-án addig egyedüli csapatként egy teljesen külföldi játékosokból álló kerettel játszottak a Premier League-ben a Southampton ellen. 2007. május 19-én első csapatként az új Wembley stadionban megnyerték az FA-kupát; ők voltak azok is, akik a régi Wembley-ben nyerték meg ezt a kupát.

### 86 mérkőzéses hazai veretlenségi sorozat
Az angol rekord négy és fél évre nyúlik vissza. Az utolsó vereséget a Stamford Bridge-en 2004. február 21-én szenvedte el a csapat, mikor az Arsenal tudta őket legyőzni 2–1-re. A sorozatot a Liverpool törte meg 2008. október 26-án egy 1–0-s győzelemmel. A 86 hazai mérkőzésből 62 győzelem, 24 döntetlen. Összesen 175 hazai gól született ezeken a mérkőzéseken, a vendég csapatok 44-et szereztek. A sorozat első gólját Eiður Guðjohnsen lőtte, az utolsót Nicolas Anelka. Négy menedzser ült a rekord során a kispadon: Claudio Ranieri (6 mérkőzés), Ávrám Grant (16 mérkőzés), José Mourinho (60 mérkőzés) és Luiz Felipe Scolari (4 mérkőzés). A legnagyobb győzelem 6–0 volt a Manchester City ellen 2007-ben, a Derby County együttesének is 6 gólt lőtt a csapat ugyanebben az évben. Öt gólt szereztek két alkalommal, négyet 12-szer.

### Játékosok statisztikái
- Legtöbb mérkőzés – 795, Ron Harris (1961–80)
- Legtöbb bajnoki mérkőzés – 655, Ron Harris (1961–80)
- Legtöbb FA-kupa-mérkőzés – 64, Ron Harris (1961–80)
- Legtöbb Ligakupa-mérkőzés – 48, John Hollins (1963-75 és 1983-84)
- Legtöbb UEFA-mérkőzés 117, Frank Lampard, (2001–2014)
- Legtöbb egymást követő mérkőzés – 167, John Hollins 1971. augusztus 14. – 1974. szeptember 25.
  - Bajnokságban – 295, Frank Lampard, 2001. október 13. – 2009. október 31.
- Legtöbb mérkőzés egy szezonban – 64, Juan Mata, Oscar, Fernando Torres 2012-13
- Legtöbb válogatottság – Marcel Desailly, 67 a Chelsea-nél (összesen 116),  FRA
- Legtöbb angol válogatottság – Frank Lampard, 103 a Chelsea-nél (összesen 106). (2014)
- Első angol válogatott játékos a Chelsea-ben – George Hilsdon, 1907. február 16.
  - Világbajnokságon szerepelt – Roy Bentley, 1950-es világbajnokság, 1950. június 25.
- Első külföldi játékos – Nils Middelboe (Dánia), 1913. november 15.
- Első fekete játékos – Paul Canoville, 1982. április 12.
- Legfiatalabb játékos – Ian Hamilton, 16 éves 138 napos, a Tottenham Hotspur ellen, első osztály, 1967. március 18.
- Legidősebb játékos – Mark Schwarzer, 41 éves 218 napos, a Cardiff City ellen, első osztály, 2014. május 11.
- Első csere – John Boyle, aki George Grahamet váltotta a Fulham ellen, First Division, 1965. augusztus 28.

Az alábbi táblázatban azok a játékosok szerepelnek, akik 300-nál több mérkőzésen játszottak a Chelsea-ben. A lista a tétmérkőzéseket és a csereként játszott mérkőzéseket tartalmazza. A félkövérrel írt játékosok ma is a csapat tagjai.

Frissítve 2014. július 25-én.
|    | Név             | Időszak                | Mérkőzések | Gólok |
| -- | --------------- | ---------------------- | ---------- | ----- |
| 1  | Ron Harris      | 1961–1980              | 795        | 14    |
| 2  | Peter Bonetti   | 1959–1979              | 729        | 0     |
| 3  | Frank Lampard   | 2001–2014              | 648        | 136   |
| 4  | John Terry      | 1998–                  | 621        | 36    |
| 5  | John Hollins    | 1963–75 & 1983–84      | 592        | 64    |
| 6  | Petr Čech       | 2004-2015              | 478        | 0     |
| 7  | Dennis Wise     | 1990–2001              | 445        | 76    |
| 8  | Steve Clarke    | 1987–1998              | 421        | 10    |
| 9  | Kerry Dixon     | 1983–1992              | 420        | 193   |
| 10 | Eddie McCreadie | 1962–1974              | 410        | 5     |
| 11 | John Bumstead   | 1976–1991              | 409        | 44    |
| 12 | Ken Armstrong   | 1946–1957              | 402        | 30    |
| 13 | Peter Osgood    | 1964–74 & 1978–79      | 380        | 150   |
| 14 | Charlie Cooke   | 1966–72 & 1974–78      | 373        | 30    |
| 15 | George Smith    | 1921–1932              | 370        | 0     |
| 16 | Bobby Tambling  | 1958–1970              | 370        | 202   |
| 17 | Roy Bentley     | 1948–1956              | 367        | 150   |
| 18 | John Harris     | 1945–1956              | 364        | 14    |
| 19 | Harold Miller   | 1923–1939              | 363        | 44    |
| 20 | Frank Blunstone | 1953–1964              | 347        | 54    |
| 21 | Colin Pates     | 1979–1988              | 346        | 10    |
| 22 | Marvin Hinton   | 1963–1976              | 344        | 4     |
| 23 | Peter Houseman  | 1962–1975              | 343        | 39    |
| 24 | Jack Harrow     | 1911–1926              | 333        | 5     |
| 25 | Tommy Law       | 1925–1939              | 319        | 19    |
| 26 | Gary Locke      | 1972–1982              | 317        | 4     |
| 27 | Micky Droy      | 1970–1985              | 313        | 19    |
| 28 | Graeme Le Saux  | 1987–1993 és 1997–2003 | 312        | 16    |
| 29 | Gianfranco Zola | 1996–2003              | 312        | 80    |
| 30 | Jackie Crawford | 1923–1934              | 308        | 27    |
| 31 | Bob McNeil      | 1914–1927              | 307        | 32    |

#### Legjobb gólszerzők szezononként
| Szezon    | Név                              | Bajnokság       | Gólok |
| --------- | -------------------------------- | --------------- | ----- |
| 1905–06   | Frank Pearson                    | Second Division | 18    |
| 1906–07   | George Hilsdon                   | Second Division | 27    |
| 1907–08   | George Hilsdon                   | First Division  | 24    |
| 1908–09   | George Hilsdon                   | First Division  | 25    |
| 1909–10   | Jimmy Windridge                  | First Division  | 6     |
| 1910–11   | Bob Whittingham                  | Second Division | 30    |
| 1911–12   | Bob Whittingham                  | Second Division | 26    |
| 1912–13   | Vivian Woodward                  | First Division  | 10    |
| 1913–14   | George Biswell / Harold Halse    | First Division  | 10    |
| 1914–15   | Bob Thomson                      | First Division  | 12    |
| 1919–20   | Jack Cock                        | First Division  | 21    |
| 1920–21   | Jack Cock                        | First Division  | 12    |
| 1921–22   | Jack Cock                        | First Division  | 13    |
| 1922–23   | Harry Ford / Buchanan Sharp      | First Division  | 10    |
| 1923–24   | Andrew Wilson                    | First Division  | 5     |
| 1924–25   | William Whitton                  | Second Division | 16    |
| 1925–26   | Bob Turnbull                     | Second Division | 29    |
| 1926–27   | Bob Turnbull                     | Second Division | 17    |
| 1927–28   | Jimmy Thompson                   | Second Division | 25    |
| 1928–29   | George Biswell / Andrew Wilson   | Second Division | 9     |
| 1929–30   | George Mills                     | Second Division | 14    |
| 1930–31   | Hughie Gallacher                 | First Division  | 14    |
| 1931–32   | Hughie Gallacher                 | First Division  | 24    |
| 1932–33   | Hughie Gallacher                 | First Division  | 19    |
| 1933–34   | George Mills                     | First Division  | 14    |
| 1934–35   | Dick Spence                      | First Division  | 19    |
| 1935–36   | Joe Bambrick                     | First Division  | 15    |
| 1936–37   | George Mills                     | First Division  | 22    |
| 1937–38   | George Mills                     | First Division  | 13    |
| 1938–39   | Joe Payne                        | First Division  | 17    |
| 1946–47   | Tommy Lawton                     | First Division  | 26    |
| 1947–48   | Ken Armstrong / Bobby Campbell   | First Division  | 11    |
| 1948–49   | Roy Bentley                      | First Division  | 20    |
| 1949–50   | Roy Bentley / Hugh Billington    | First Division  | 17    |
| 1950–51   | Roy Bentley                      | First Division  | 8     |
| 1951–52   | Roy Bentley / Jimmy D'Arcy       | First Division  | 12    |
| 1952–53   | Roy Bentley                      | First Division  | 12    |
| 1953–54   | Roy Bentley                      | First Division  | 21    |
| 1954–55   | Roy Bentley                      | First Division  | 21    |
| 1955–56   | Roy Bentley                      | First Division  | 14    |
| 1956–57   | John McNichol / Ron Tindall      | First Division  | 10    |
| 1957–58   | Jimmy Greaves                    | First Division  | 22    |
| 1958–59   | Jimmy Greaves                    | First Division  | 32    |
| 1959–60   | Jimmy Greaves                    | First Division  | 29    |
| 1960–61   | Jimmy Greaves                    | First Division  | 41    |
| 1961–62   | Bobby Tambling                   | First Division  | 20    |
| 1962–63   | Bobby Tambling                   | Second Division | 35    |
| 1963–64   | Bobby Tambling                   | First Division  | 17    |
| 1964–65   | Barry Bridges                    | First Division  | 20    |
| 1965–66   | George Graham                    | First Division  | 17    |
| 1966–67   | Bobby Tambling                   | First Division  | 21    |
| 1967–68   | Peter Osgood                     | First Division  | 16    |
| 1968–69   | Bobby Tambling                   | First Division  | 17    |
| 1969–70   | Peter Osgood                     | First Division  | 23    |
| 1970–71   | Keith Weller                     | First Division  | 13    |
| 1971–72   | Peter Osgood                     | First Division  | 18    |
| 1972–73   | Chris Garland / Peter Osgood     | First Division  | 11    |
| 1973–74   | Tommy Baldwin                    | First Division  | 9     |
| 1974–75   | Ian Hutchinson                   | First Division  | 7     |
| 1975–76   | Ray Wilkins                      | Second Division | 11    |
| 1976–77   | Steve Finnieston                 | Second Division | 24    |
| 1977–78   | Tommy Langley                    | First Division  | 11    |
| 1978–79   | Tommy Langley                    | First Division  | 15    |
| 1979–80   | Clive Walker                     | Second Division | 13    |
| 1980–81   | Colin Lee                        | Second Division | 15    |
| 1981–82   | Clive Walker                     | Second Division | 16    |
| 1982–83   | Mike Fillery                     | Second Division | 9     |
| 1983–84   | Kerry Dixon                      | Second Division | 28    |
| 1984–85   | Kerry Dixon                      | First Division  | 24    |
| 1985–86   | Kerry Dixon / David Speedie      | First Division  | 14    |
| 1986–87   | Kerry Dixon                      | First Division  | 10    |
| 1987–88   | Gordon Durie                     | First Division  | 12    |
| 1988–89   | Kerry Dixon                      | Second Division | 25    |
| 1989–90   | Kerry Dixon                      | First Division  | 20    |
| 1990–91   | Gordon Durie                     | First Division  | 12    |
| 1991–92   | Dennis Wise                      | First Division  | 10    |
| 1992–93   | Mick Harford / Graham Stuart     | Premier League  | 9     |
| 1993–94   | Mark Stein                       | Premier League  | 13    |
| 1994–95   | John Spencer                     | Premier League  | 11    |
| 1995–96   | John Spencer                     | Premier League  | 13    |
| 1996–97   | Gianluca Vialli                  | Premier League  | 9     |
| 1997–98   | Tore André Flo/Gianluca Vialli   | Premier League  | 11    |
| 1998–99   | Gianfranco Zola                  | Premier League  | 13    |
| 1999–2000 | Gustavo Poyet / Tore André Flo   | Premier League  | 10    |
| 2000–01   | Jimmy Floyd Hasselbaink          | Premier League  | 23    |
| 2001–02   | Jimmy Floyd Hasselbaink          | Premier League  | 23    |
| 2002–03   | Gianfranco Zola                  | Premier League  | 14    |
| 2003–04   | Jimmy Floyd Hasselbaink          | Premier League  | 13    |
| 2004–05   | Frank Lampard                    | Premier League  | 13    |
| 2005–06   | Frank Lampard                    | Premier League  | 16    |
| 2006–07   | Didier Drogba                    | Premier League  | 20    |
| 2007–08   | Frank Lampard                    | Premier League  | 10    |
| 2008–09   | Nicolas Anelka                   | Premier League  | 19    |
| 2009–10   | Didier Drogba                    | Premier League  | 29    |
| 2010–11   | Florent Malouda                  | Premier League  | 13    |
| 2011–12   | Frank Lampard / Daniel Sturridge | Premier League  | 11    |
| 2012–13   | Frank Lampard                    | Premier League  | 15    |
| 2013–14   | Eden Hazard                      | Premier League  | 14    |
| 2014–15   | Diego Costa                      | Premier League  | 20    |
| 2015–16   | Diego Costa                      | Premier League  | 12    |
| 2016–17   | Diego Costa                      | Premier League  | 20    |
| 2017–18   | Eden Hazard                      | Premier League  | 12    |

### Mérkőzések

#### Első…
- Első mérkőzés – a Stockport County ellen, másodosztály, 1905. szeptember 1. (1–0-s győzelem).
- Első győzelem – a Liverpool ellen, barátságos mérkőzés, 1905. szeptember 4. (4–0).
- Első gólszerző (tétmérkőzés) – John Tait Robertson, a Blackpool ellen, másodosztály, 1905. szeptember 9. (1–0-s győzelem).
- Első FA-kupa mérkőzés – a First Grenadier Guards ellen, első selejtező kör, 1905. október 7. (6–1-es győzelem).
- Első Ligakupa mérkőzés – a Millwall ellen, első kör, 1960. október 10. (7–1-es győzelem).
- Első UEFA mérkőzés – a BK Frem ellen, Fairs Cup, 1958. szeptember 30. (3–1-es győzelem).
- Első KEK mérkőzés – az Aris Salonika ellen, első kör, 1970. szeptember 16. (1–1-es döntetlen).
- Első Bajnokok Ligája mérkőzés – a Skonto Riga ellen, harmadik selejtező kör, 1999. augusztus 11. (3–0-es győzelem).
- Első Bajnokok Ligája döntő – a Manchester United ellen, 2008. május 21.. (1–1 után tizenegyesekkel 6–5 arányban vereség.)

#### Győzelmek
- Rekord győzelem – 13–0 a Jeunesse Hautcharage ellen, Kupagyőztesek Európa-kupája, Első kör, második mérkőzés, 1971. szeptember 29.
- Rekord bajnoki győzelem – 8-0 a Wigan ellen, Premier League, 2010. május 9. és 8-0 az Aston Villa ellen, Premier League, 2012. december 23.
- Rekord FA-kupa-győzelem – 9–1 a Worksop Town ellen, első kör, 1908. január 11.
- Rekord Ligakupa-győzelem – 7–0 a Doncaster Rovers ellen, harmadik kör, 1960. november 16.
- Rekord UEFA-győzelem – 13–0 a Jeunesse Hautcharage, Kupagyőztesek Európa-kupája, első kör, második mérkőzés, 1971. szeptember 29.
- Leghosszabb idő a bajnokságban győzelmekkel – 10 mérkőzés, 2005. november 19. – 2006. január 15.
- Leghosszabb idő a bajnokságban győzelem nélkül – 21 mérkőzés, 1987. november 3. – 1988. április 2.
- Legtöbb bajnoki győzelem egy szezonban – 29, 38 mérkőzésen, FA Premier League, 2004–05 és 2005–06
- Legkevesebb bajnoki győzelem egy szezonban – 5, 42 mérkőzésen, első osztály, 1978–79

#### Döntetlenek
- Rekord döntetlen – 5–5 a West Ham United ellen, első osztály, 1966. december 17.
- Legtöbb bajnoki döntetlen egy szezonban – 18, 42 mérkőzésen, első osztály, 1922–23
- Legkevesebb bajnoki döntetlen egy szezonban – 3, 38 mérkőzésen, FA Premier League, 1997–98
- Leghosszabb idő a bajnokságban döntetlenekkel – 6 mérkőzés, 1969. augusztus 20. – 1969. szeptember 13.

#### Vereségek
- Rekord vereség – 1–8 a Wolverhampton Wanderers ellen, első osztály, 1953. szeptember 26.
- Rekord bajnoki vereség – 1–8 a Wolverhampton Wanderers ellen, első osztály, 1953. szeptember 26.
- Rekord FA Kupa vereség – 0–6 a Sheffield Wednesday ellen, második kör újrajátszás, 1913. február 5.
- Rekord Ligakupa vereség – 2–6 a Stoke City ellen, harmadik kör újrajátszás, 1974. október 22.
- Rekord UEFA vereség – 0–5 az FC Barcelona ellen, Fairs Cup, elődöntő újrajátszás, 1966. május 25.
- Leghosszabb idő a bajnokságban vereségekkel – 7 mérkőzés, 1952. november 1. – 1952. december 20.
- Leghosszabb idő a bajnokságban vereség nélkül – 40 mérkőzés, 2004. október 23. – 2005. október 29.
- Legtöbb bajnoki vereség egy szezonban – 27, 42 mérkőzésen, első osztály, 1978–79.
- Legkevesebb bajnoki vereség egy szezonban – 1, 38 mérkőzésen, FA Premier League, 2004–05.

#### Gólok
- Legtöbb gól egy mérkőzésen – 13 a Jeunesse Hautcharage ellen, Kupagyőztesek Európa-kupája, első kör második mérkőzés, 1971. szeptember 29.
- Legtöbb kapott gól egy mérkőzésen – 8 a Wolverhampton Wanderers ellen, első osztály, 1953. szeptember 26.
- Legtöbb bajnoki gól egy szezonban – 103, 38 mérkőzésen, FA Premier League, 2009-10.
- Legkevesebb bajnoki gól egy szezonban – 31, 42 mérkőzésen, első osztály, 1923–24.
- Legtöbb kapott bajnoki gól egy szezonban – 100, 42 mérkőzésen, első osztály, 1960–61.
- Legkevesebb kapott bajnoki gól egy szezonban – 15, 38 mérkőzésen, FA Premier League, 2004–05.

#### Pontok
- Legtöbb pont egy szezonban (3 pont/győzelem) – 99, 42 mérkőzésen, másodosztály, 1988–89.
- Legkevesebb pont egy szezonban (3 pont/győzelem) – 42, 42 mérkőzésen, első osztály, 1987–88.
- Legtöbb pont egy szezonban (2 pont/győzelem) – 57, 38 mérkőzésen, másodosztály, 1906–07.
- Legkevesebb pont egy szezonban (2 pont/győzelem) – 20, 42 mérkőzésen, első osztály, 1978–79.

#### Kapott gól nélkül
- Legtöbb kapott gól nélküli mérkőzés egy szezonban – 34, 59 mérkőzésen, (2004–05)
- Legkevesebb kapott gól nélküli mérkőzés egy szezonban – 2, 47 mérkőzésen, (1960–61)
- Legtöbb kapott gól nélküli bajnoki mérkőzés egy szezonban – 25, 38 mérkőzésen, FA Premier League, 2004–05
- Legkevesebb kapott gól nélküli bajnoki mérkőzés egy szezonban – 1, 42 mérkőzésen, elsőosztály, 1960–61
- Legtöbb kapott gól nélküli tétmérkőzés egy szezonban – 10, 2004. december 18. – 2005. február 12.

Kapusok
- Legtöbb kapott gól nélkülki mérkőzés – 208, Peter Bonetti (1959–79)
- Legtöbb kapott gól nélküli mérkőzés egy szezonban – 28, Petr Čech (2004–2015)
- Legtöbb kapott gól nélküli tétmérkőzés – 9, William Foulke, (1905–06)

### Átigazolások
- Legtöbb játékosért kapott pénz: 49,5 millió font a PSG-től David Luizért, 2014. május
- Legtöbb játékosért fizetett pénz: 115 millió font a Brighton & Hove Albionnak Moisés Caicedoért, 2023. augusztus
- Első 100+ font: – Bob McRoberts, 1905. augusztus, (100 £)
- Első 1000+ font: – Fred Rouse, 1907. október, (1000 £)
- Első 10,000+ font: – Hughie Gallacher, 1930. május, (10 000 £)
- Elsőt 50,000+ font: – Charlie Cooke, 1966. április, (72 000 £)
- Első 100,000+ font: – Tony Hateley, 1966. október, (100 000 £)
- Első 500,000+ font: – Dave Beasant, 1989. január, (725 000 £)
- Első 1 000 000+ font: – Dennis Wise, 1990. július, (1 600 000 £)
- Első 5 000 000+ font: – Graeme Le Saux, 1997. augusztus, (5 000 000 £)
- Első 10 000 000+ font: – Chris Sutton, 1999. július, (10 000 000 £)
- Első 20 000 000+ font: – Didier Drogba, 2004. július, (24 000 000 £)
- Első 30 000 000+ font: – Andrij Sevcsenko, 2006. június, (30 800 000 £)
- Első 50 000 000+ font: – Fernando Torres, 2011. január, (50 000 000 £)
- Első 70 000 000+ font: – Kepa Arrizabalaga, 2018. augusztus, (72 000 000 £)
- Első 100 000 000+ font: – Moisés Caicedo, 2023. augusztus, (115 000 000 £)